# Tethys (maan)
Tethys is een maan van Saturnus die vernoemd is naar de Griekse figuur Tethys, vrouw van Oceanus en ook een Titaan. De maan is ontdekt in 1684 door Giovanni Cassini.
Tethys is net als de manen Dione en Rhea een ijslichaam. Dit is af te leiden uit de dichtheid, die 1,21 g/cm3 bedraagt. Het oppervlak is sterk gekraterd door ingeslagen meteorieten. De gemiddelde temperatuur is -187°C aan het oppervlak.
Op het westelijk halfrond bevindt zich een ernome krater genaamd Odysseus, met een diameter van 400 kilometer. De bodem van de krater is vrij vlak, beter gezegd het loopt gelijk met de kromming van de maan die zelf een diameter heeft van 1060 kilometer.
Een tweede grote geologisch fenomeen is de vallei Ithaca Chasma, met een diepte van 3 tot 5 kilometer een breedte van 100 kilometer. De vallei heeft een lengte van 2000 kilometer. Er wordt aangenomen dat de vallei is ontstaan tijdens het bevriezen van de kern van de maan. Het ijs zette uit en deed de mantel scheuren. Ook is het mogelijk dat de inslag die Odysseus veroorzaakt een schokgolf veroorzaakte die aan de andere zijde van de maan Ithaca Chasma deed ontstaan.
Net als bij Mimas is op infraroodopnamen een scherpe tweedeling in oppervlaktetemperatuur waar te nemen. Het oppervlaktepatroon bevestigt een eerdere theorie door NASA. Volgens deze theorie is oorzaak hiervan elektronen die het oppervlak bombarderen, waarvan de voorste maanzijde het leeuwendeel te verwerken krijgt. Het relatief luchtige maanoppervlak verandert hierdoor in dicht opeen gepakt ijs. Echter dit ijs kent minder snelle temperatuurschommelingen t.o.v. de rest van het maanoppervlak en warmt daarom ook minder snel in het zonlicht op. Tijdens de maandag is het gebied daarom 15 graden kouder dan de rest van de maan.
De Cassini ruimte sonde heeft op 23 september 2005 van nabij foto's van Tethys genomen.

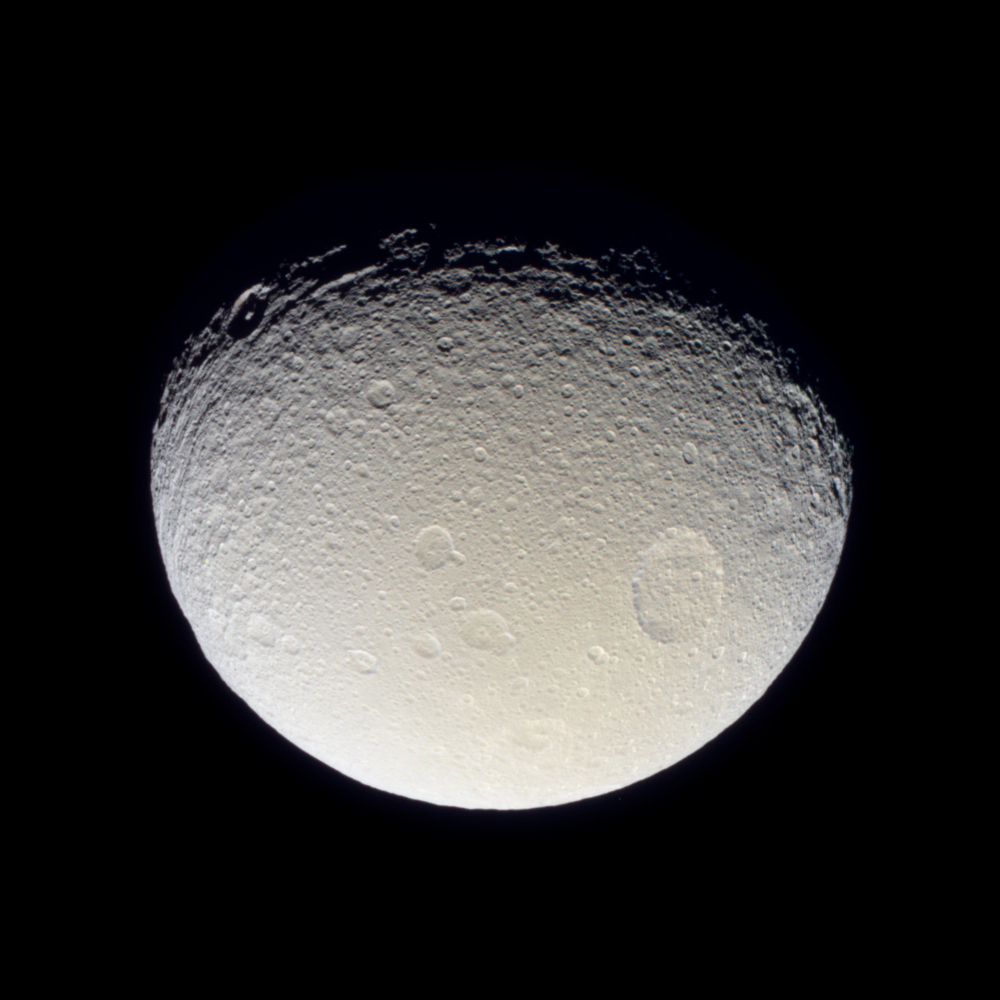
Tethys door Cassini op 28 oktober 2004. Aan de terminator is nog net Ithaca Chasma te zien. Bron: NASA

## Trojanen-manen
In dezelfde baan als Dione bewegen zich nog twee maantjes rond Saturnus: Telesto en Calypso. Deze maantjes bevinden zich in de z.g. Lagrangepunten.